# ميزوهو (غيفو)
مدينة ميزوهو (بالإنجليزية: Mizuho)‏ هي أحد المدن التابعة لمحافظة غيفو. تأسست رسميًا في 01/05/2003. ويقدر عدد سكانها بـ 51230 نسمة حسب تقدير مكتب الإحصاء الياباني لعام 2012. تبلغ مساحة ميزوهو 28.18 كم2. بكثافة سكانية تبلغ 1818 نسمة/كم2.